# Науковий інструментарій українознавця
Науко́вий інструмента́рій українозна́вця — понятійно-термінологічний довідник з теоретичних та інших питань українознавства, вперше опублікований 2012 р. у Києві.

## Зміст праці
Довідник структурно складається з передмови, двох розділів, що містять 115 авторських статей (розташованих за абеткою у кожному розділі) та «Змісту». Стаття довідника зазвичай містить визначення й тлумачення певного поняття та невеликий тематичний бібліографічний список праць. Серед висвітлених сторін українознавства такі: «зміст та структура українознавства», «історіографія українознавства», «концентри українознавства», «періодизація українознавства», «теорія українознавства», «джерела українознавства», «диференціація й інтеграція в українознавстві», «закономірності українознавства», «інтегративність українознавства», «концепція українознавства», «мета і завдання українознавства», «методи українознавчих досліджень», «методологія українознавства», «об'єкт і предмет українознавства», «принципи українознавства», «проблема і тема в українознавстві», «функції українознавства».
Токар Л.К, к. іст. н. науковий редактор, керівник авторського колективу, характеризуючи працю і наміри авторів: «спроба подати категоріальний апарат сучасного українознавства як єдину систему, яка може й має включити в себе різні підсистеми і дає можливість їх поєднувати не дублюючи…; спроба розкрити категоріальний апарат наукового самопізнання перш за все під впливом одного із визначальних чинників, характерних для розвитку сучасної науки — процесу постійного посилення інтеграції наукових знань як у пізнанні світу, так і в пізнанні й самопізнанні людського буття в ньому…; визначити й обґрунтувати сутнісний і функціональний аспекти кожного з поданих термінів і понять»

## Авторський колектив
Авторський колектив праці складається з 38 науковців та освітян різних спеціальностей. У наукове наповнення довідника найбільший внесок зробили співробітники відділу історико-правових та теоретико-методологічних проблем українознавства ННДІУВІ, зокрема завідувач відділу Токар Л. К.

## Значення праці
Виданню довідника передувала 20-річна робота наукового колективу ННДІУВІ у галузі теорії і практики українознавства. Значна частина статей довідника опублікована раніше у журналі «Українознавство», понятійно-термінологічному довіднику «Україна-етнос» (2006) та в інших виданнях. У довіднику узагальнено і упорядковано велику частину зробленого в галузі наукового інструментарію українознавства, проте далеко не все. «Науковий інструментарій українознавця» є важливим доробком колективу ННДІУВІ в галузі теорії українознавства, що потребує критичного осмислення, засвоєння і подальшого розвитку й удосконалення.

## Критика праці
Ярошинський О., к. іст. н.: «… виникла потреба внести максимальну ясність і чіткість до текстів довідника, вилучити двозначності у трактуванні певних понять, висвітлити різні підходи у розумінні предмета українознавчої науки тощо. Однак не всюди це було враховано у виданні».
Бойко С., к. філос. н.: «… подаючи визначення сутності та змісту основних термінів і понять, які використовуються в українознавчих дослідженнях, у майбутньому було б добре ще додати до довідника терміни, які зустрічаються на межі таких наук про Україну й український народ: філології, соціології, культурології, природознавства, географії, циклу знань з економіки, демографії, права, етнографії тощо…».
Чирков О., н.с. ННДІУВІ: «„Науковий інструментарій українознавця“ є першим книжковим виданням про інструментарій українознавства, що зроблене в умовах, коли певні наукові проблеми теорії українознавства ще не розв'язано, а певні ще й не поставлено. Не дивно, що у ньому не повно, часом непереконливо висвітлено різні аспекти теоретичної частини українознавства. Праця має велике значення для розвитку українознавства через першість у систематизації значної частини положень його теорії».
«„Науковий інструментарій українознавця“ має велике значення для розвитку українознавства через першість у систематизації великої частини понять і термінів, що стосуються його теорії. На жаль, визначення певних термінів, статті про яких є у довіднику, не зроблено».